# Gran Premio de la Comunidad Valenciana de 2023
El Gran Premio de la Comunidad Valenciana de 2023 (oficialmente Gran Premio Motul de la Comunitat Valenciana) fue la vigésima prueba y última del Campeonato del Mundo de Motociclismo de 2023. Tuvo lugar en el fin de semana del 24 al 26 de noviembre de 2023 en el Circuito Ricardo Tormo situado en la localidad de Cheste, Comunidad Valenciana, España.
La carrera al sprint de MotoGP fue ganada por Jorge Martín, seguido de  Brad Binder y Marc Márquez.
La carrera de MotoGP fue ganada por Francesco Bagnaia, seguido de Johann Zarco y Brad Binder. Fermín Aldeguer fue el ganador de la prueba de Moto2, por delante de Arón Canet y Somkiat Chantra. La carrera de Moto3 fue ganada por Ayumu Sasaki, David Alonso fue segundo y Iván Ortolá tercero.

## Resultados

### Resultados MotoGP

#### Carrera al sprint
| Pos.    | N.º | Piloto                | Equipo                       | Constructor | Vueltas | Tiempo       | Parrilla | Puntos |
| ------- | --- | --------------------- | ---------------------------- | ----------- | ------- | ------------ | -------- | ------ |
| 1       | 89  | Jorge Martín          | Prima Pramac Racing          | Ducati      | 13      | 19:38.827    | 6        | 12     |
| 2       | 33  | Brad Binder           | Red Bull KTM Factory Racing  | KTM         | 13      | +0.190       | 5        | 9      |
| 3       | 93  | Marc Márquez          | Repsol Honda Team            | Honda       | 13      | +2.122       | 9        | 7      |
| 4       | 12  | Maverick Viñales      | Aprilia Racing               | Aprilia     | 13      | +3.106       | 1        | 6      |
| 5       | 1   | Francesco Bagnaia     | Ducati Lenovo Team           | Ducati      | 13      | +4.253       | 2        | 5      |
| 6       | 49  | Fabio Di Giannantonio | Gresini Racing MotoGP        | Ducati      | 13      | +4.400       | 11       | 4      |
| 7       | 72  | Marco Bezzecchi       | Mooney VR46 Racing Team      | Ducati      | 13      | +4.502       | 7        | 3      |
| 8       | 73  | Álex Márquez          | Gresini Racing MotoGP        | Ducati      | 13      | +5.578       | 8        | 2      |
| 9       | 5   | Johann Zarco          | Prima Pramac Racing          | Ducati      | 13      | +5.910       | 3        | 1      |
| 10      | 37  | Augusto Fernández     | GasGas Factory Racing Tech3  | KTM         | 13      | +6.095       | 13       |        |
| 11      | 25  | Raúl Fernández        | CryptoData RNF MotoGP Team   | Aprilia     | 13      | +7.674       | 10       |        |
| 12      | 43  | Jack Miller           | Red Bull KTM Factory Racing  | KTM         | 13      | +8.098       | 4        |        |
| 13      | 41  | Aleix Espargaró       | Aprilia Racing               | Aprilia     | 13      | +9.513       | 12       |        |
| 14      | 44  | Pol Espargaró         | GasGas Factory Racing Tech3  | KTM         | 13      | +12.453      | 18       |        |
| 15      | 23  | Enea Bastianini       | Ducati Lenovo Team           | Ducati      | 13      | +12.599      | 14       |        |
| 16      | 30  | Takaaki Nakagami      | LCR Honda Idemitsu           | Honda       | 13      | +13.787      | 16       |        |
| 17      | 10  | Luca Marini           | Mooney VR46 Racing Team      | Ducati      | 13      | +13.887      | 17       |        |
| 18      | 21  | Franco Morbidelli     | Monster Energy Yamaha MotoGP | Yamaha      | 13      | +14.943      | 19       |        |
| 19      | 42  | Álex Rins             | LCR Honda Castrol            | Honda       | 13      | +20.378      | 20       |        |
| 20      | 32  | Lorenzo Savadori      | CryptoData RNF MotoGP Team   | Aprilia     | 13      | +25.017      | 21       |        |
| Ret     | 20  | Fabio Quartararo      | Monster Energy Yamaha MotoGP | Yamaha      | 4       | Caída        | 15       |        |
| DNS     | 36  | Joan Mir              | Repsol Honda Team            | Honda       |         | No participó |          |        |
| 1. 2.   |     |                       |                              |             |         |              |          |        |
| Fuente: |     |                       |                              |             |         |              |          |        |

#### Carrera
| Pos.     | N.º | Piloto                | Equipo                       | Constructor | Vueltas | Tiempo       | Parrilla | Puntos |
| -------- | --- | --------------------- | ---------------------------- | ----------- | ------- | ------------ | -------- | ------ |
| 1        | 1   | Francesco Bagnaia     | Ducati Lenovo Team           | Ducati      | 27      | 40:58.535    | 1        | 25     |
| 2        | 5   | Johann Zarco          | Prima Pramac Racing          | Ducati      | 27      | +0.360       | 2        | 20     |
| 3        | 33  | Brad Binder           | Red Bull KTM Factory Racing  | KTM         | 27      | +2.347       | 5        | 16     |
| 4        | 49  | Fabio Di Giannantonio | Gresini Racing MotoGP        | Ducati      | 27      | +3.176       | 11       | 13     |
| 5        | 25  | Raúl Fernández        | CryptoData RNF MotoGP Team   | Aprilia     | 27      | +4.636       | 10       | 11     |
| 6        | 73  | Álex Márquez          | Gresini Racing MotoGP        | Ducati      | 27      | +4.708       | 8        | 10     |
| 7        | 21  | Franco Morbidelli     | Monster Energy Yamaha MotoGP | Yamaha      | 27      | +4.736       | 19       | 9      |
| 8        | 41  | Aleix Espargaró       | Aprilia Racing               | Aprilia     | 27      | +8.014       | 12       | 8      |
| 9        | 10  | Luca Marini           | Mooney VR46 Racing Team      | Ducati      | 27      | +9.486       | 17       | 7      |
| 10       | 12  | Maverick Viñales      | Aprilia Racing               | Aprilia     | 27      | +10.556      | 4        | 6      |
| 11       | 20  | Fabio Quartararo      | Monster Energy Yamaha MotoGP | Yamaha      | 27      | +12.001      | 15       | 5      |
| 12       | 30  | Takaaki Nakagami      | LCR Honda Idemitsu           | Honda       | 27      | +21.695      | 16       | 4      |
| 13       | 32  | Lorenzo Savadori      | CryptoData RNF MotoGP Team   | Aprilia     | 27      | +43.297      | 21       | 3      |
| 14       | 44  | Pol Espargaró         | GasGas Factory Racing Tech3  | KTM         | 25      | +2 vueltas   | 18       | 2      |
| Ret      | 42  | Álex Rins             | LCR Honda Castrol            | Honda       | 19      | Caída        | 20       |        |
| Ret      | 43  | Jack Miller           | Red Bull KTM Factory Racing  | KTM         | 18      | Caída        | 3        |        |
| Ret      | 23  | Enea Bastianini       | Ducati Lenovo Team           | Ducati      | 9       | Caída        | 14       |        |
| Ret      | 37  | Augusto Fernández     | GasGas Factory Racing Tech3  | KTM         | 9       | Caída        | 13       |        |
| Ret      | 93  | Marc Márquez          | Repsol Honda Team            | Honda       | 5       | Colisión     | 9        |        |
| Ret      | 89  | Jorge Martín          | Prima Pramac Racing          | Ducati      | 5       | Colisión     | 6        |        |
| Ret      | 72  | Marco Bezzecchi       | Mooney VR46 Racing Team      | Ducati      | 0       | Caída        | 7        |        |
| DNS      | 36  | Joan Mir              | Repsol Honda Team            | Honda       |         | No participó |          |        |
| 1. 2. 3. |     |                       |                              |             |         |              |          |        |
| Fuente:  |     |                       |                              |             |         |              |          |        |

### Resultados Moto2
| Pos.    | N.º | Piloto                  | Constructor | Vueltas | Tiempo    | Parrilla | Puntos |
| ------- | --- | ----------------------- | ----------- | ------- | --------- | -------- | ------ |
| 1       | 54  | Fermín Aldeguer         | Boscoscuro  | 22      | 34:33.384 | 2        | 25     |
| 2       | 40  | Arón Canet              | Kalex       | 22      | +3.986    | 1        | 20     |
| 3       | 21  | Alonso López            | Boscoscuro  | 22      | +6.455    | 14       | 16     |
| 4       | 24  | Marcos Ramírez          | Kalex       | 22      | +6.476    | 3        | 13     |
| 5       | 35  | Somkiat Chantra         | Kalex       | 22      | +7.060    | 10       | 11     |
| 6       | 96  | Jake Dixon              | Kalex       | 22      | +7.864    | 5        | 10     |
| 7       | 22  | Sam Lowes               | Kalex       | 22      | +8.924    | 4        | 9      |
| 8       | 16  | Joe Roberts             | Kalex       | 22      | +11.842   | 7        | 8      |
| 9       | 71  | Dennis Foggia           | Kalex       | 22      | +12.096   | 12       | 7      |
| 10      | 75  | Albert Arenas           | Kalex       | 22      | +12.549   | 9        | 6      |
| 11      | 79  | Ai Ogura                | Kalex       | 22      | +13.527   | 17       | 5      |
| 12      | 37  | Pedro Acosta            | Kalex       | 22      | +14.044   | 6        | 4      |
| 13      | 18  | Manuel González         | Kalex       | 22      | +15.570   | 18       | 3      |
| 14      | 7   | Barry Baltus            | Kalex       | 22      | +15.861   | 16       | 2      |
| 15      | 52  | Jeremy Alcoba           | Kalex       | 22      | +18.539   | 23       | 1      |
| 16      | 14  | Tony Arbolino           | Kalex       | 22      | +18.608   | 19       |        |
| 17      | 12  | Filip Salač             | Kalex       | 22      | +25.356   | 8        |        |
| 18      | 84  | Zonta van den Goorbergh | Kalex       | 22      | +26.716   | 20       |        |
| 19      | 44  | Matteo Ferrari          | Kalex       | 22      | +31.074   | 24       |        |
| 20      | 15  | Darryn Binder           | Kalex       | 22      | +33.307   | 25       |        |
| 21      | 33  | Rory Skinner            | Kalex       | 22      | +35.853   | 26       |        |
| 22      | 23  | Taiga Hada              | Kalex       | 22      | +36.352   | 29       |        |
| 23      | 17  | Álex Escrig             | Forward     | 22      | +36.955   | 22       |        |
| 24      | 64  | Bo Bendsneyder          | Kalex       | 22      | +41.137   | 27       |        |
| 25      | 9   | Mattia Casadei          | Kalex       | 22      | +42.309   | 30       |        |
| 26      | 4   | Sean Dylan Kelly        | Forward     | 22      | +55.828   | 32       |        |
| Ret     | 45  | Héctor Garzó            | NTS         | 16      | Caída     | 28       |        |
| Ret     | 13  | Celestino Vietti        | Kalex       | 6       | Caída     | 11       |        |
| Ret     | 3   | Lukas Tulovic           | Kalex       | 4       | Caída     | 21       |        |
| Ret     | 11  | Sergio García           | Kalex       | 0       | Caída     | 13       |        |
| Ret     | 28  | Izan Guevara            | Kalex       | 0       | Caída     | 15       |        |
| Ret     | 5   | Kohta Nozane            | Kalex       | 0       | Caída     | 31       |        |
| Fuente: |     |                         |             |         |           |          |        |

### Resultados Moto3
| Pos.     | N.º | Piloto             | Constructor | Vueltas | Tiempo       | Parrilla | Puntos |
| -------- | --- | ------------------ | ----------- | ------- | ------------ | -------- | ------ |
| 1        | 71  | Ayumu Sasaki       | Husqvarna   | 20      | 33:03.409    | 2        | 25     |
| 2        | 80  | David Alonso       | Gas Gas     | 20      | +0.082       | 5        | 20     |
| 3        | 48  | Iván Ortolá        | KTM         | 20      | +0.128       | 6        | 16     |
| 4        | 95  | Collin Veijer      | Husqvarna   | 20      | +0.266       | 1        | 13     |
| 5        | 53  | Deniz Öncü         | KTM         | 20      | +0.384       | 3        | 11     |
| 6        | 99  | José Antonio Rueda | KTM         | 20      | +3.589       | 7        | 10     |
| 7        | 66  | Joel Kelso         | CFMoto      | 20      | +4.623       | 4        | 9      |
| 8        | 96  | Daniel Holgado     | KTM         | 20      | +6.105       | 18       | 8      |
| 9        | 44  | David Muñoz        | KTM         | 20      | +6.305       | 9        | 7      |
| 10       | 6   | Ryusei Yamanaka    | Gas Gas     | 20      | +6.907       | 10       | 6      |
| 11       | 72  | Taiyo Furusato     | Honda       | 20      | +9.166       | 16       | 5      |
| 12       | 7   | Filippo Farioli    | KTM         | 20      | +9.663       | 14       | 4      |
| 13       | 5   | Jaume Masià        | Honda       | 20      | +10.446      | 8        | 3      |
| 14       | 31  | Adrián Fernández   | Honda       | 20      | +10.556      | 12       | 2      |
| 15       | 82  | Stefano Nepa       | KTM         | 20      | +11.462      | 11       | 1      |
| 16       | 55  | Romano Fenati      | Honda       | 20      | +13.966      | 20       |        |
| 17       | 54  | Riccardo Rossi     | Honda       | 20      | +14.000      | 15       |        |
| 18       | 18  | Matteo Bertelle    | Honda       | 20      | +25.472      | 19       |        |
| 19       | 43  | Xavier Artigas     | CFMoto      | 20      | +28.354      | 22       |        |
| 20       | 27  | Kaito Toba         | Honda       | 20      | +28.420      | 21       |        |
| 21       | 38  | David Salvador     | KTM         | 20      | +33.908      | 23       |        |
| 22       | 69  | Marcos Ruda        | Husqvarna   | 20      | +36.632      | 25       |        |
| 23       | 64  | Mario Aji          | Honda       | 20      | +36.785      | 26       |        |
| Ret      | 20  | Lorenzo Fellon     | KTM         | 2       | Caída        | 24       |        |
| Ret      | 21  | Vicente Pérez      | KTM         | 0       | Caída        | 13       |        |
| Ret      | 10  | Diogo Moreira      | KTM         | 0       | Caída        | 17       |        |
| DNS      | 63  | Syarifuddin Azman  | KTM         |         | No participó |          |        |
| DNS      | 19  | Scott Ogden        | Honda       |         | No participó |          |        |
| WD       | 92  | David Almansa      | Husqvarna   |         |              | Retirado |        |
| 1. 2. 3. |     |                    |             |         |              |          |        |
| Fuente:  |     |                    |             |         |              |          |        |